# HD 206610
HD 206610は、みずがめ座の方角におよそ482光年の距離にある恒星である。周囲には、一つの太陽系外惑星が発見されている。

## 特徴
HD 206610は、橙色の巨星で、A型主系列星が核の水素を燃焼し尽くして進化したものと考えられる。質量は太陽の1.55倍、半径は太陽の6.12倍と推定され、年齢はおよそ30億年とみられる。

## 惑星系
2010年、ケック天文台における視線速度法の観測から、HD 206610の周りに1つの系外惑星が存在する、と発表された。この惑星HD 206610 bは、質量が木星の2倍以上、半径も木星より2割程大きく、巨大ガス惑星と考えられる。母星から1.7au程の位置を、およそ1年10ヶ月かけて公転している。
| 名称 （恒星に近い順） | 質量       | 軌道長半径 （天文単位） | 公転周期 (日)   | 軌道離心率    | 軌道傾斜角 | 半径     |
| --------------------- | ---------- | ----------------------- | --------------- | ------------- | ---------- | -------- |
| b (Naron)             | ≥ 2.036 MJ | 1.74                    | 673.156 ± 3.312 | 0.100 ± 0.042 | —          | 1.208 RJ |

## 名称
2019年、世界中の全ての国または地域に1つの系外惑星系を命名する機会を提供する「IAU100 Name ExoWorldsプロジェクト」において、HD 206610とHD 206610 bはボスニア・ヘルツェゴビナに割り当てられる系外惑星系となった。このプロジェクトは、「国際天文学連合100周年事業」の一環として計画されたイベントの1つで、ボスニア・ヘルツェゴビナ国内での選考、国際天文学連合 (IAU) への提案を経て、太陽系外惑星とその母星に固有名が承認されるものであった。2019年12月17日、IAUから最終結果が公表され、HD 206610はBosona、HD 206610 bはNaronと命名された。Bosonaは、現在のボスニアのかつての呼び名で、ボスニアを流れるボスナ川が語源。Bosonaが転訛してボスニアになったとされる。Naronは、ネレトヴァ川の
呼び名の一つで、ネレトヴァがケルト人の呼び名を元にしているのに対し、Naronはヘルツェゴビナでの古い呼び名である。